# Maurycy Minkowski

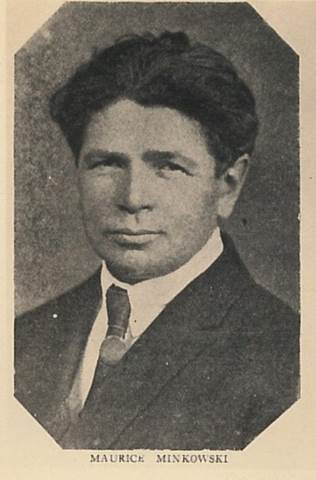
Maurycy Minkowski in den 1920er Jahren

Maurycy Minkowski (geboren 1881 in Warschau; gestorben am 23. November 1930 in Buenos Aires, Argentinien) war ein polnischer Maler.

## Leben und Werk

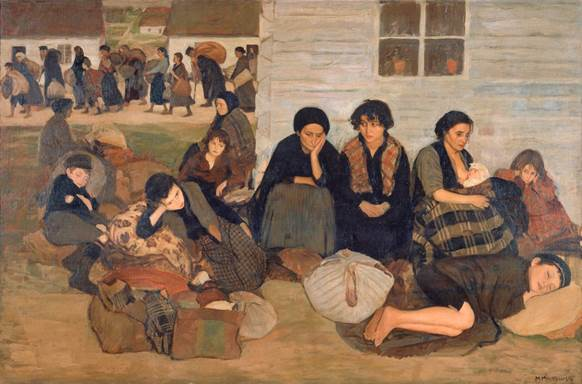
Nach dem Pogrom, Öl auf Leinwand, 103,9 × 152,4 cm, The Jewish Museum, New York, Schenkung Lester S. Klein.

Minkowski wurde in Warschau in eine gut situierte jüdische Familie geboren. Nach einem Unfall im Jahr 1886 war er für den Rest seines Lebens taub und stumm und besuchte als Kind eine Sonderschule für Taubstumme. Sein früh entdecktes zeichnerisches Talent wurde von den Eltern gefördert. Von 1890 bis 1894 belegte er die Kurse der Akademie der Bildenden Künste in Krakau, dort gehörten Józef Mehoffer, Jan Stanisławski und Leon Wyczółkowski zu seinen Lehrern. Das Studium beendete er im Wettbewerb der Akademie mit einer Goldmedaille. Nach der zaristischen Niederschlagung der russischen Revolution von 1905 war er Zeuge der Pogrome in Białystok. Unter dem Eindruck dieses gewalttätigen Antisemitismus und gestützt auf Beobachtungen seiner Reisen durch Osteuropa und insbesondere nach Odessa, begann er, sich in seinem Werk vermehrt mit dem Thema der jüdischen Religiosität und dem Dasein der Vertriebenen zu befassen. Dabei bediente er sich einer realistischen Bildsprache. Meist waren die dargestellten Personen Frauen und verarmte Menschen.
Ab den 1920er Jahren wurde ihm in Polen wachsende Anerkennung zuteil: Einzelausstellungen Minkowskis gab es bereits im Ausland, so in London, Paris, Sankt Petersburg, Königsberg und in Belgien. Im August 1930 reiste er mit seiner Frau Rachel, geborene Marschak, für die Eröffnung einer internationalen Wanderausstellung nach Buenos Aires, wo er im folgenden November jedoch bei einem Autounfall verstarb.
Argentinische Freunde des Malers fassten darauf den Entschluss, die Gemälde Minkowskis gleichwohl wie geplant in der portenischen Galerie Müller zu zeigen, später gründeten sie das Museo Minkowski. Eine Schenkung – das Werk Comida para los pobres (dt. Armenspeisung) – ging an das Museo Nacional de Bellas Artes. Die Institution ließ das Werk zunächst jedoch in ihrem Depot verschwinden. Die argentinische Fundación IWO, der lokale Ableger der international tätigen Forschungseinrichtung YIVO, ersteigerte 1942 weitere Arbeiten des Künstlers.

## Einzelnachweise

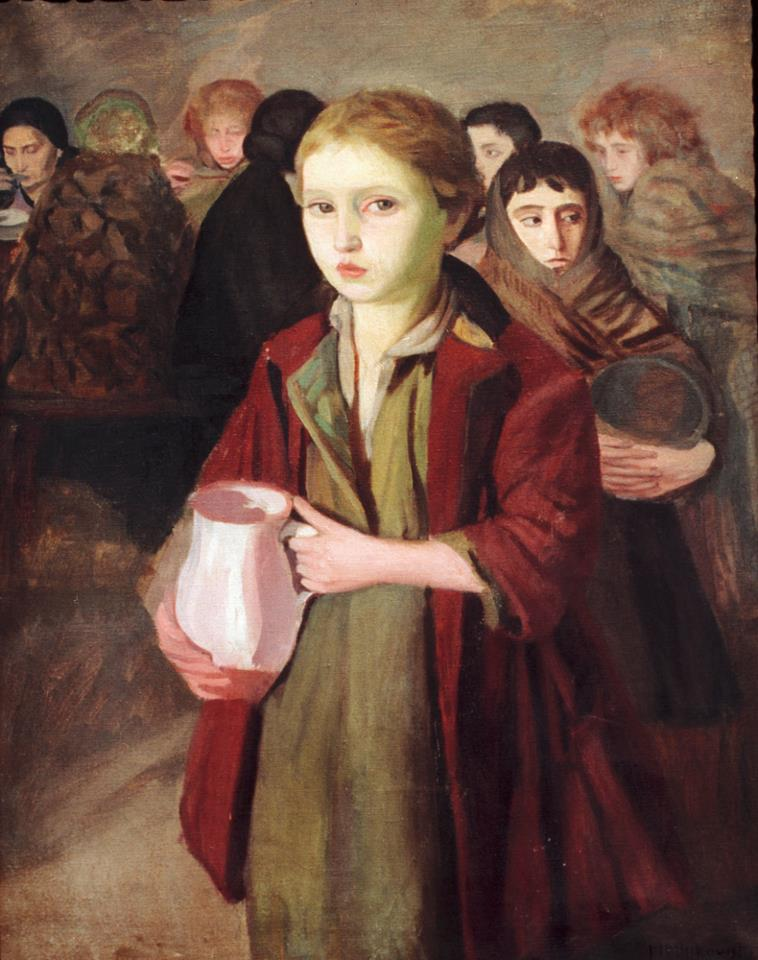
Jugendliche im Exil
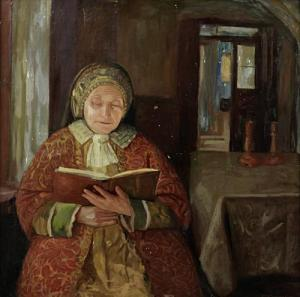
Betende Frau
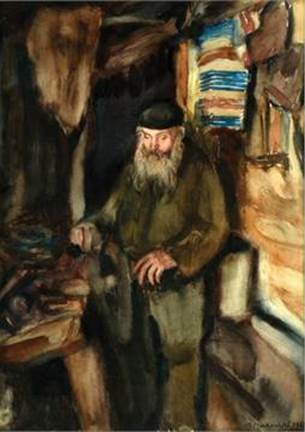
Der Bettler
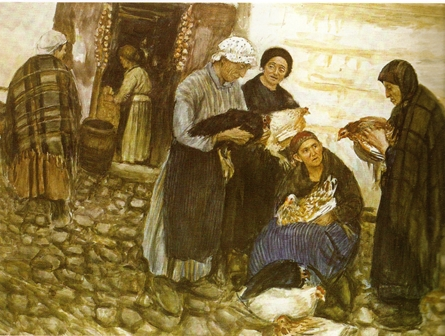
Geflügelmarkt